# Coppa del Mondo di rugby a 13 1960
La Coppa del Mondo di rugby a 13 1960 è stata la terza edizione della competizione mondiale di rugby a 13. È stata ospitata dall'Inghilterra e ha visto impegnate le stesse nazionali delle edizioni precedenti, che anche stavolta si sono contese il titolo disputando un girone unico.

## Risultati

### Primo turno
| Wigan 24 settembre 1960 | Australia | 13 – 12 | Francia | Central Park (20.278 spett.) |

| Bradford 24 settembre 1960 | Regno Unito | 23 – 8 | Nuova Zelanda | Odsal (20.577 spett.) |

### Secondo turno
| Leeds 1º ottobre 1960 | Australia | 21 – 15 | Nuova Zelanda | Headingley (10.773 spett.) |

| Manchester 1º ottobre 1960 | Regno Unito | 33 – 7 | Francia | Station Road (22.293 spett.) |

### Terzo turno
| Bradford 8 ottobre 1960 | Regno Unito | 10 – 3 | Australia | Odsal (32.773 spett.) |

| Wigan 8 ottobre 1960 | Nuova Zelanda | 9 – 0 | Francia | Central Park (2.876 spett.) |

### Classifica
| Squadra       | Giocate | Vinte | Pareggiate | Perse | A favore | Contro | Differenza | Punti |
| ------------- | ------- | ----- | ---------- | ----- | -------- | ------ | ---------- | ----- |
| Gran Bretagna | 3       | 3     | 0          | 0     | 66       | 18     | +48        | 6     |
| Australia     | 3       | 2     | 0          | 1     | 37       | 37     | 0          | 4     |
| Nuova Zelanda | 3       | 1     | 0          | 2     | 32       | 44     | −12        | 2     |
| Francia       | 3       | 0     | 0          | 3     | 19       | 55     | −36        | 0     |